# Taximastinocerus breviplumatus
Taximastinocerus breviplumatus är en skalbaggsart som beskrevs av Wittmer 1988. Taximastinocerus breviplumatus ingår i släktet Taximastinocerus och familjen Phengodidae. Inga underarter finns listade i Catalogue of Life.